# 桃園榮家湖濱公園
桃園榮家湖濱公園位在台灣桃園市八德區松柏林，公園內有一座人工湖面積達十一公頃，湖中有一座小島，島上有涼亭；另有造型的橋連接兩岸，並將湖劃分成兩區，設為划船區及垂釣區。四周花木叢生，整齊漂亮；湖東並規劃有露營區，是假日休閒活動的一個不錯地點。